# 마티외 케레쿠

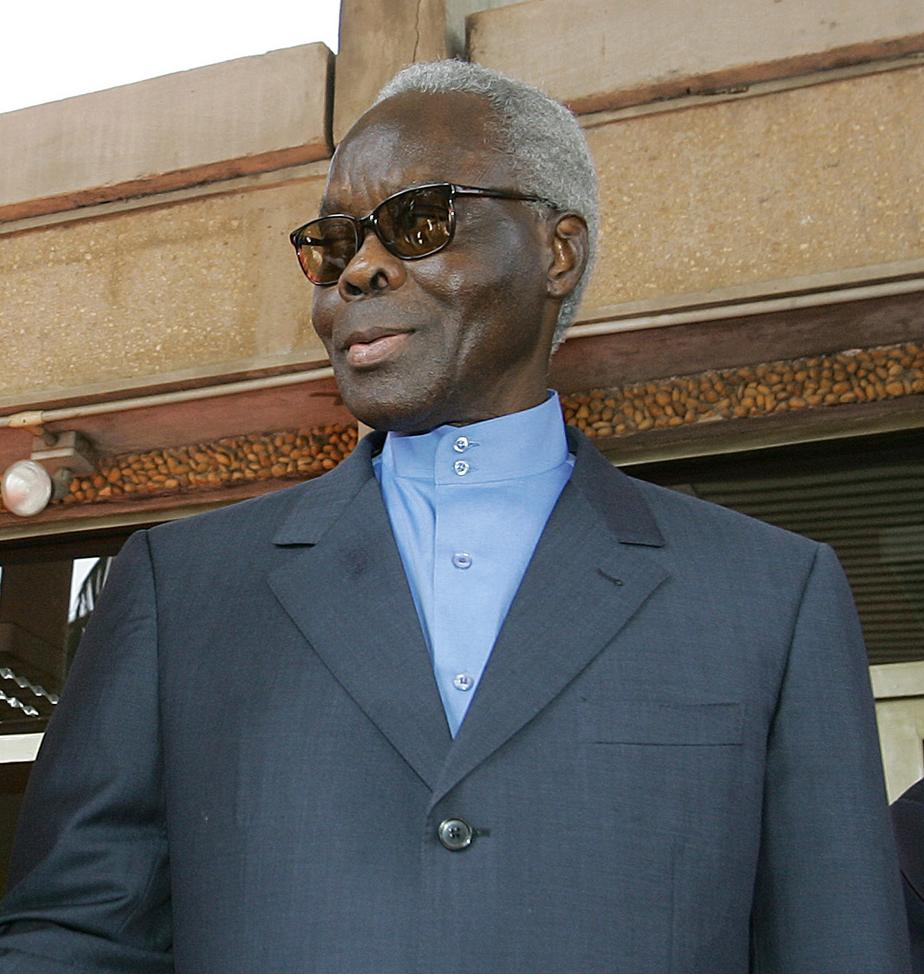
마티외 케레쿠(2006년)

마티외 케레쿠(프랑스어: Mathieu Kérékou, 1933년 9월 2일 ~ 2015년 10월 14일)는 베냉의 전 대통령이다.
1961년 육군이 되어 1967년에는 모리스 콴 데스 소령에 따른 쿠데타에서 크리스토 파소그로의 독재 정권을 타도했다.
1972년 10월 26일 다시 쿠데타를 일으켜 위베르 마가, 쥐스탱 아호마데그베토메탱 등이 구성하는 대통령 협의회를 타도하고 대통령에 취임하고 1991년까지 대통령직을 맡았다. 그 후 1996년 대통령 선거에서 당선되었다.
집권 초기에는 범다호메이주의를 표방했으며, 1974년 11월 30일 마티외 케레쿠를 중심으로한 혁명위원회는 베냉의 새 헌법을 발표하였다. 1975년에는 다호메이를 베냉 인민공화국으로 개칭하고 사회주의를 지향하는 국가로 선언하였다. 1975년 11월에는 베냉 인민혁명당을 창립하고 당수에 취임하였다.
집권 기간 동안 미티외 케레쿠는 다호메이 공산주의자 연합과 베냉 공산당을 탄압하는 등 반수정주의자들과 격렬히 대립하였으며, 사회주의와 민족주의가 혼합된 정책을 시행하였다. 베냉 인민공화국의 대통령으로 재임하는 동안 마티외 케레쿠는 민족주의적이고, 수정주의적인 성향의 지도자로 평가받았다.
1989년 베냉 인민공화국은 사회주의를 포기하였고, 같은해 8월에는 대통령으로 재선되었으나, 베냉 인민혁명당 지도부와의 갈등으로 대통령으로써 영향력을 행사하지 못하였다. 1990년 12월에는 베냉에 다당제를 도입하고 베냉 인민공화국을 해체하였다.
1991년 베냉 대통령 선거에 출마하였으나 패배하여 은퇴하였다. 이후 1996년 대선에 출마했을 때는 소글로를 제치고 당선, 2001년 선거에서 다시 소글로를 제치고 재선되었다. 이후 2006년에도 베냉의 대통령에 출마하겠다는 의사를 보였으나, 베냉 선거관리위원회가 출마 연령을 70세 미만으로 제한하면서 입후보하지 못하였다.
2015년 10월 14일 향년 83세의 나이로 사망하였다.

## 역대 선거 결과
| 선거명      | 직책명                   | 대수 | 정당                          | 1차 득표율 | 1차 득표수  | 2차 득표율 | 2차 득표수  | 결과 | 당락 |
| ----------- | ------------------------ | ---- | ----------------------------- | ---------- | ----------- | ---------- | ----------- | ---- | ---- |
| 1979년 선거 | 베냉 인민공화국의 대통령 | 4대  | 베냉 인민혁명당               | 100.00%    | 336표       |            |             | 1위  |      |
| 1984년 선거 | 베냉 인민공화국의 대통령 | 4대  | 베냉 인민혁명당               | 100.00%    | 196표       |            |             | 1위  |      |
| 1989년 선거 | 베냉 인민공화국의 대통령 | 4대  | 베냉 인민혁명당               | 100.00%    | 206표       |            |             | 1위  |      |
| 1991년 선거 | 베냉의 대통령            | 5대  | 무소속                        | 27.19%     | 310,978표   | 32.46%     | 423,501표   | 2위  | 낙선 |
| 1996년 선거 | 베냉의 대통령            | 6대  | 무소속                        | 33.94%     | 567,084표   | 52.49%     | 999,453표   | 1위  |      |
| 2001년 선거 | 베냉의 대통령            | 6대  | 갱신 및 개발을 위한 행동 전선 | 45.42%     | 1,127,100표 | 83.64%     | 1,282,855표 | 1위  |      |